# Novoselîțea, Kroleveț
Novoselîțea (în ucraineană Новоселиця) este un sat în comuna Zazirkî din raionul Kroleveț, regiunea Sumî, Ucraina.

## Demografie
Componența lingvistică a localității Novoselîțea
     Ucraineană (98,91%)
     Rusă (1,09%)
Conform recensământului din 2001, majoritatea populației localității Novoselîțea era vorbitoare de ucraineană (98,91%), existând în minoritate și vorbitori de rusă (1,09%).